# 이시다 고타
이시다 고타(일본어: 石田 皓大, 1997년 2월 13일~)는 일본의 축구 선수이다.

## 구단 경력
그는 2019년 일본 풋볼 리그의 테게바자로 미야자키에 입단했다. 2020년 일본 풋볼 리그 준우승으로 J3리그로 승격했다. 2021년까지 19경기에 출전하여, 2득점을 넣었다. 2021년후 현역 은퇴.